# Didymocarpus citrinus
Didymocarpus citrinus är en tvåhjärtbladig växtart som beskrevs av Ridley. Didymocarpus citrinus ingår i släktet Didymocarpus och familjen Gesneriaceae. Inga underarter finns listade i Catalogue of Life.